# Edifici de Correus (Roses)
L'edifici de Correus és un antic edifici de Correos que avui dia allotja l'Oficina d'Informació Turística de Roses (Alt Empordà). Antigament, a la planta baixa hi havia les oficines, i la primera planta era destinada a dos habitatges pel personal de correus. Situat a l'entrada de la ciutat de Roses per la carretera que ve de Figueres, a l'Avinguda de Rhode; l'edifici és a pocs metres de la Ciutadella. Edifici aïllat format per una sola crugia, que consta de planta baixa i un pis, amb la coberta plana. La façana principal presenta uns grans finestrals de vidre, a manera de parets, que li donen lluminositat. Per accedir a l'interior hi ha escales i una rampa per a persones amb diversitat funcional. L'edifici ha estat rehabilitat recentment per adaptar-lo al seu nou ús.